# Rubéola
A rubéola, do latim rubella, é uma doença infetocontagiosa causada pelo vírus da rubéola e pode ser transmitida entre seres humanos por via aérea através do contacto direto com secreções de indivíduos infetados.
Em alguns casos, os sintomas desta doença são ligeiros, o que faz com que os indivíduos infetados não se apercebam de que estão infetados. Cerca de duas semanas após o contacto com o vírus da rubéola, é frequente o aparecimento de erupções cutâneas de tonalidade avermelhada que tendem a desaparecer ao fim de três dias. Na maioria dos casos, o aparecimento destas erupções cutâneas tem início na cara, alastrando-se posteriormente para o resto do corpo. O risco de contágio é mais elevado uma semana antes e uma semana depois do aparecimento das erupções cutâneas.
A rubéola foi descrita pela primeira vez em meados do século XVIII por dois médicos alemães que a denominaram por roteln, no entanto, a doença ficou globalmente conhecida como sarampo alemão.
Os sintomas da rubéola eram frequentemente confundidos com os do sarampo, uma vez que o aparecimento de erupções cutâneas de tonalidade avermelhada é comum a ambas as doenças. As erupções cutâneas podem causar prurido e as que resultam da infeção pelo vírus da rubéola adquirem uma coloração menos avermelhada do que as que resultam da infeção pelo vírus do sarampo.
A rubéola foi oficialmente reconhecida como uma doença distinta do sarampo em 1881 durante o International Congress of Medicine que decorreu em Londres.
A linfadenopatia é caracterizada pelo tamanho, consistência ou número anormais dos nódulos linfáticos e encontra-se comummente associada à rubéola. O aumento do tamanho dos nódulos linfáticos é o sintoma mais comum e tende a durar algumas semanas. É também possível que ocorra febre, garganta inflamada e cansaço. Em indivíduos adultos são também comuns as dores nas articulações. Entre as complicações que a infeção pelo vírus da rubéola pode causar estão problemas hemorrágicos, inchaço dos testículos e inflamação dos nervos.
A infeção pelo vírus da rubéola é particularmente preocupante no início da gestação, podendo resultar na morte do feto ou no desenvolvimento da síndrome da rubéola congénita (SRC) no recém-nascido, no entanto, a evolução do estado gestacional tende a estar relacionada com a diminuição do risco de desenvolvimento de defeitos congénitos.
A estratégia mais eficiente para a prevenção da infeção pelo vírus da rubéola é a vacinação dos indivíduos durante a infância a uma escala global. A vacina contra a rubéola é combinada com a vacina contra o sarampo e a vacina contra a parotidite epidémica. Esta combinação é denominada por VASPR e a administração de uma única dose tem uma eficácia superior a noventa e cinco porcento, no entanto, o Programa Nacional de Vacinação (PNV) recomenda a administração de duas doses, a primeira aos doze meses e a segunda aos cinco anos de idade.
A rubéola é uma doença comum em várias regiões do mundo, sendo que ocorrem cerca de cem mil casos de síndrome da rubéola congénita por ano, no entanto, a incidência da doença diminuiu significativamente em diversas áreas do globo como resultado da vacinação. Estão atualmente a ser desenvolvidos esforços no sentido de erradicar totalmente a doença. Em Portugal, a eliminação da rubéola e do sarampo foi confirmada pela Organização Mundial da Saúde (OMS) no dia 29 de outubro de 2015.

## Sintomas
Em alguns casos, a infeção pelo vírus da rubéola não produz qualquer manifestação clínica percetível, contudo, os sintomas mais comuns são:
- O aparecimento de erupções cutâneas de tonalidade avermelhada;
- O aumento do tamanho dos nódulos linfáticos;
- O aumento da temperatura corporal;
- A ocorrência de dor ou irritação na garganta.

Outros sintomas são o cansaço, a dor articular, a inflamação ocular, a dor de cabeça, a dor aquando da deglutição de alimentos sólidos e líquidos, a desidratação cutânea, a congestão nasal e a esternutação.

## Síndrome da rubéola congénita
O oftalmologista australiano Norman McAlister Gregg foi quem reportou a síndrome da rubéola congénita pela primeira vez em 1941 depois de ter ocorrido uma epidemia de rubéola no ano anterior que provocou a opacidade reticular nas crianças cuja mãe foi infetada pelo vírus da rubéola durante a gravidez.
Na síndrome da rubéola congénita, o vírus da rubéola passa do sangue da mãe para a placenta através do cordão umbilical, podendo provocar deficiências auditivas, problemas oculares, defeitos cardíacos ou craniofaciais, bem como defeitos temporários, tais como púrpura, meningoencefalite, dilatação do fígado ou do baço e doenças ósseas associadas à radiolucidez dos ossos longos do recém-nascido.

## Vírus da rubéola
Taxonomia:
- Reino: Orthornavirae
- Filo: Kitrinoviricota
- Classe: Alsuviricetes
- Ordem: Hepelivirales
- Família: Matonaviridae
- Género: Rubivirus
- Espécie: Rubella virus

O vírus da rubéola foi isolado pela primeira vez em 1962 por Parkman e Weller. Este agente patogénico pertence à família Matonaviridae em homenagem ao médico e botânico britânico William George Maton que reconheceu a rubéola como uma doença distinta do sarampo pela primeira vez em 1814. Até 2018, o vírus da rubéola era classificado como membro da família Togaviridae. Esta mudança taxonómica foi levada a cabo pelo International Committee on Taxonomy of Viruses (ICTV), uma vez que a rubéola é considerada uma doença exclusiva dos seres humanos e os restantes membros da família Togaviridae infetam tanto insetos como mamíferos.
A base molecular desta doença ainda não é totalmente conhecida. Estudos in vitro revelaram que o vírus da rubéola tem um efeito apoptótico em determinadas células, contudo, este mecanismo depende da proteína p53, responsável pela regulação do ciclo celular e supressão tumoral.
A replicação do vírus da rubéola está associada a danos mitocondriais. As mitocôndrias são os componentes celulares responsáveis pela produção de energia, assim sendo, ao serem danificadas, o desempenho das suas funções fica comprometido, fazendo com que as células não sejam capazes de desempenhar processos vitais, o que pode culminar na morte celular.
Este agente patogénico é relativamente instável, pelo que fica num estado de inatividade em meios cujo pH seja baixo, cuja temperatura seja elevada e onde haja incidência de radiação ultravioleta.

## Diagnóstico em laboratório
Tendo em conta a generalidade dos sintomas, a única evidência com total fiabilidade é a deteção do vírus da rubéola através da reação em cadeia da polimerase, do inglês Polymerase Chain Reaction ou PCR.
O vírus da rubéola pode ser isolado a partir do muco nasal, do sangue, da urina e do líquido cefalorraquidiano, no entanto, apesar da cultura viral constituir um importante meio de diagnóstico, este não é utilizado com muita frequência, uma vez que não é prático, na medida em que exige um trabalho intensivo.
Atualmente o meio de diagnóstico utilizado com mais frequência é o Enzyme-Linked Immunosorbent Assay (ELISA), uma vez que é um método de fácil e rápida realização, baseado numa análise serológica sensível ao aumento significativo da produção de anticorpos contra a rubéola.

## Vacinação
A vacina contra a rubéola é composta por vírus da rubéola enfraquecido e pode ser produzida em associação com o sarampo (dupla viral) ou com o sarampo e a parotidite epidémica (tríplice viral).
A vacina contra a rubéola não deve ser administrada a mulheres grávidas e as mulheres vacinadas devem evitar engravidar durante o mês seguinte à vacinação, uma vez que, mesmo enfraquecido, o vírus da rubéola pode passar do sangue da mãe para a placenta e infetar o feto.
A prevenção dos efeitos da rubéola nos fetos é o principal objetivo da vacinação, uma vez que estes contribuem significativamente para a ocorrência de abortos espontâneos ou para o desenvolvimento da síndrome da rubéola congénita. O risco de desenvolvimento da síndrome da rubéola congénita é mais elevado em países cuja vacina não consta no programa de vacinação ou cujas mulheres em idade fértil apresentam um elevado nível de suscetibilidade.
A atual política de vacinação contra a rubéola é bastante eficaz no que diz respeito à manutenção dos níveis de anticorpos produzidos pelos indivíduos de uma determinada população, no entanto, é importante destacar que a resposta à vacina é extremamente variável.

## Tratamento
Não existe um tratamento específico para a infeção pelo vírus da rubéola, assim sendo, é comum que o tratamento se restrinja ao controlo dos sintomas enquanto o organismo dos indivíduos infetados desenvolve resistência ao vírus. A utilização de analgésicos e antipiréticos, tais como o paracetamol ou o metamizol, pode amenizar a dor e a febre. Durante a gravidez é frequente a administração de gamaglobulinas como forma de prevenir problemas futuros.
Tendo em conta a dificuldade de tratar doenças causadas por vírus, as políticas de saúde estão focadas na prevenção através da administração da vacina contra a rubéola.
A realização de cirurgias pode corrigir alguns defeitos congénitos do recém-nascido, tais como a surdez e as cataratas, contudo, na maioria dos casos as cirurgias são de difícil realização e extremamente dispendiosas.

## Eliminação
A eliminação de uma doença causada por um agente patogénico específico é o resultado dos esforços intencionais para a redução total da sua incidência sob a forma endémica numa determinada área geográfica.
O usufruto de um sistema de vigilância eficaz constitui um dos princípios fundamentais para a eliminação da rubéola. Para um sistema de vigilância ser eficaz necessita de ser baseado em casos de rubéola, ter a capacidade de os confirmar laboratorialmente, ser nacional e de base populacional. Estes componentes permitem a rápida deteção de casos de rubéola, a notificação dos funcionários da saúde pública, a rápida investigação de casos suspeitos, a classificação dos casos como confirmados ou descartados e a rápida resposta a fim da prevenção da transmissão da doença.
Globalmente, a descrição de um caso suspeito de rubéola é “a person with fever and maculopapular rash”, no entanto, a descrição específica é “a person with maculopapular rash and cervical, suboccipital or postauricular lymphadenopathy, or arthralgia/arthritis”.
A utilização da descrição específica para a deteção de casos suspeitos de rubéola pode culminar na negligência de casos de indivíduos que contraíram a doença, porém, não apresentam a completude da sintomatologia descrita.
É de notar que, regra geral, os países que se encontram numa situação económica desfavorável tendem a utilizar a descrição específica para a deteção de casos suspeitos de rubéola pelo facto de não terem a capacidade de os confirmar laboratorialmente na sua totalidade.

## Epidemiologia
A rubéola é um dos cinco exantemas virais da infância, sendo que os restantes se tratam do sarampo, da varicela, do eritema infecioso e da roséola.
A infeção pelo vírus da rubéola é mais frequente durante a primavera e em países com climas temperados. Previamente ao início da administração da vacina contra a rubéola, ocorriam surtos a cada seis-nove anos nos Estados Unidos da América (EUA) e a cada três-cinco anos no continente europeu, afetando principalmente crianças entre os cinco e os nove anos de idade. Desde o início da administração da vacina contra a rubéola, a ocorrência de surtos tornou-se rara nos países desenvolvidos, no entanto, continuam a ocorrer em países subdesenvolvidos. A rubéola está em processo de erradicação pela Organização Mundial da Saúde, contudo, enquanto houver países sem campanhas de vacinação, haverá sempre o risco da reintrodução do vírus da rubéola em países que já o haviam erradicado.

## Evidências paleopatológicas
Segundo Ortner, doenças causadas por vírus, tal como a rubéola, podem provocar patologias ósseas, no entanto, as manifestações esqueléticas são pouco comuns e as lesões não são patognomónicas, isto é, são indistinguíveis de outras patologias esqueléticas. Para além dos ossos, os dentes também podem padecer de anormalidades como consequência das doenças que ocorrem durante o desenvolvimento dos indivíduos, tais como a rubéola e a sífilis.
No passado, a síndrome da rubéola congénita teve sérias consequências para a sobrevivência dos recém-nascidos, sendo que o mais comum era a ocorrência de abortos espontâneos e a morte do feto. Consequentemente, estes bebés não apresentavam evidências que pudessem indicar a possível ou a provável causa da morte, dificultando o estudo paleopatológico. Segundo Cooper, os recém-nascidos sofriam de problemas cardíacos e de perda de peso, o que fez com que a taxa de sobrevivência diminuísse, impedindo o aparecimento de evidências ósseas que poderiam ser estudadas pelos paleopatólogos.

Um estudo realizado por Rudolf revelou que quarenta e cinco ponto três porcento dos recém-nascidos cuja mãe foi infetada pelo vírus da rubéola durante a gravidez apresentavam modificações ósseas nas oito primeiras semanas de vida. Estas modificações ósseas foram descritas como bandas largas radiolúcidas e projeções com um aspeto pontiagudo nas linhas metafisárias dos ossos longos e fontanelas frontais alargadas. Reed também descreveu lesões ósseas, tendo sido caracterizadas por estriações longitudinais que iam do meio das epífises em direção ás linhas metafisárias, que se apresentavam mais espessas do que o normal. Reed descreveu a causa destas estriações como uma perturbação na diferenciação de fibroblastos e osteoblastos provocada pela infeção pelo vírus da rubéola. Estas lesões ósseas podem desaparecer ao fim de alguns meses após a eliminação do vírus da rubéola do organismo do indivíduo infetado. Outro estudo, realizado em 2002, fez com que Steyn incluísse a rubéola no seu diagnóstico diferencial. Steyn estudou três indivíduos com idade à morte compreendida entre os três e os seis meses, datados do século XX e oriundos da África do Sul, que apresentavam a fontanela frontal mais larga do que o esperado.